# Chủ tịch Hội đồng nhân dân
Chủ tịch Hội đồng nhân dân (nói ngắn gọn hơn là Chủ tịch HĐND) là người đứng đầu, lãnh đạo, quản lí các công việc tại Hội đồng nhân dân, là cơ quan quyền lực nhà nước ở địa phương. Chủ tịch Hội đồng nhân dân được Hội đồng nhân dân bầu ra trong số các đại biểu Hội đồng nhân dân, có nhiệm kì 5 năm và chịu trách nhiệm trước Nhân dân địa phương và cơ quan nhà nước cấp trên.

## Quyền hạn và nghĩa vụ
Theo Luật tổ chức Hội đồng nhân dân, Chủ tịch Hội đồng nhân dân có các nhiệm vụ và quyền hạn chung như sau:
- Chủ tịch Hội đồng nhân dân cấp tỉnh/thành phố chịu trách nhiệm giới thiệu Phó Chủ tịch, Ủy viên thường trực Hội đồng nhân dân, Trưởng ban và các thành viên khác của các Ban của Hội đồng nhân dân cùng cấp để Hội đồng nhân dân bầu; giới thiệu Chủ tịch Ủy ban nhân dân cùng cấp để Hội đồng nhân dân bầu.
- Chủ tịch Hội đồng nhân dân cấp huyện/quận chịu trách nhiệm giới thiệu Phó Chủ tịch, Ủy viên thường trực Hội đồng nhân dân, Trưởng ban và các thành viên khác của các Ban của Hội đồng nhân dân cùng cấp để Hội đồng nhân dân bầu; giới thiệu Chủ tịch Ủy ban nhân dân cùng cấp để Hội đồng nhân dân bầu.
- Chủ tịch Hội đồng nhân dân cấp xã/phường chịu trách nhiệm giới thiệu Phó Chủ tịch, Ủy viên thường trực Hội đồng nhân dân, Trưởng ban và các thành viên khác của các Ban của Hội đồng nhân dân cùng cấp để Hội đồng nhân dân bầu; giới thiệu Chủ tịch Ủy ban nhân dân cùng cấp để Hội đồng nhân dân bầu.
- Chủ tịch Hội đồng nhân dân các cấp chịu trách nhiệm trước Thường trực Hội đồng nhân dân, cơ quan nhà nước cấp trên về việc thực hiện chức năng, nhiệm vụ, quyền hạn của Chủ tịch Hội đồng nhân dân theo quy định của pháp luật.
- Chủ tịch Hội đồng nhân dân các cấp giám sát việc tuân theo Hiến pháp và pháp luật ở địa phương, việc thực hiện nghị quyết của Hội đồng nhân dân; giám sát hoạt động của Thường trực Hội đồng nhân dân, Ủy ban nhân dân, Ban của Hội đồng nhân dân, Tòa án nhân dân, Viện kiểm sát nhân dân cùng cấp; giám sát văn bản quy phạm pháp luật của Ủy ban nhân dân cùng cấp.
- Chủ tịch Hội đồng nhân dân các cấp ký văn bản quy phạm pháp luật của Hội đồng nhân dân cùng cấp; ký nghị quyết, quyết định, chỉ thị, thông báo và các văn bản khác của Hội đồng nhân dân cùng cấp.
- Chủ tịch Hội đồng nhân dân các cấp có quyền miễn nhiệm, bãi nhiệm, đình chỉ công tác, kỷ luật đối với các cán bộ, công chức thuộc Hội đồng nhân dân cùng cấp theo quy định của pháp luật.

## Mối quan hệ vớiĐảng Cộng sản Việt Nam
Tại Việt Nam, bí thư đảng ủy các cấp có thể kiêm nhiệm chức vụ chủ tịch hội đồng nhân dân tại địa phương. Tuy nhiên, có một số địa phương (bao gồm các thành phố trực thuộc trung ương) được phó bí thư đảm nhận chức chủ tịch hội đồng nhân dân.
Dựa trên nguyên tắc "Đảng lãnh đạo, Nhà nước quản lí, Nhân dân làm chủ", thì bí thư đảng ủy có vai trò và quyền hạn lãnh đạo cao nhất tại đảng ủy và địa phương. Nếu phó bí thư kiêm nhiệm chức vụ chủ tịch hội đồng nhân dân, bí thư vẫn có quyền chỉ đạo phó bí thư trong cả hai vai trò của họ. Điều này có nghĩa là bí thư có thể chỉ đạo chủ tịch hội đồng nhân dân dưới danh nghĩa chỉ đạo phó bí thư.